# EToys
eToys.com war einer der ersten Online-Händler für Spiele und Spielzeug. Nach der Pleite des Unternehmens wurde die  gleichnamige Website mehrfach weiterverkauft und zuletzt 2009 durch den Spielzeughändler Toys "R" Us erworben.

## Geschichte
Das Unternehmen wurde 1997 gegründet und ging 1999 zur Zeit des Dotcom-Booms an die Börse. Kurzzeitig war eToys Branchenführer im Online-Spielzeug-Handel und erreichte eine Marktkapitalisierung von fast 10 Milliarden US-Dollar. Im toywar wurde eToys von Onlineaktivisten gezwungen, im Streit mit der Künstlergruppe etoy um die Rechte am Domainnamen etoy.com nachzugeben. Nach enttäuschendem Weihnachtsgeschäft beantragte das Unternehmen im Februar 2001 Gläubigerschutz. Im Rahmen der Insolvenz wurden u. a. Inventar und Firmennamen an die Spielzeugladen-Kette KB Toys verkauft.